# Guglielmo Caccia
Guglielmo Caccia llamado il Moncalvo (9 de mayo de 1568 - 1625) fue un pintor italiano de temas sagrados de estilo manierista. 

## Biografía
Nació en Montabone cerca de Acqui. Se dice que fue alumno de Lorenzo Sabbatini. Comenzó a pintar en Milán y luego trabajó en Pavía, donde obtuvo la ciudadanía. También pintó en Novara, Vercelli, Alessandria, Turín y Génova.
Su mejor obra, Deposición de la Cruz, se encuentra en la iglesia de San Gaudenzio, Novara. También pintó para la cúpula de San Paolo en Novara. Pintó para la Iglesia de los Conventuales de Moncalvo. Pintó un San Antonio Abad con San Pablo para la iglesia de Sant'Antonio Abate en Milán. Pintó en el Sacro Monte di Crea. Fue colaborador en algunas obras de Gaudenzio Ferrari.[cita requerida]
Daniele Crespi y Giorgio Alberino estuvieron entre sus alumnos, al igual que su hija Orsola.[cita requerida] Pintó al óleo un San Pedro para la Chiesa della Croce, una Santa Teresa para la iglesia de la Trinidad, ambas en Turín, y una Deposición para la iglesia de San Gaudenzio en Novara. En Moncalvo, la iglesia de los Conventuali conserva numerosas obras suyas; en la iglesia de San Domenico, Chieri, pintó la Resurrección de Lázaro y el Milagro de los Panes. Pintó frescos en la iglesia de la Cofradía de San Michele en Casale.